# Россошенское сельское поселение (Волгоградская область)
Россо́шенское се́льское поселе́ние — муниципальное образование в Городищенском районе Волгоградской области.
Административный центр — посёлок Степной.

## История
Россошенское сельское поселение образовано 14 мая 2005 года в соответствии с Законом Волгоградской области № 1058-ОД.

## Население
| 2010  | 2012  | 2013  | 2014  | 2015  | 2016  | 2017  |
| ----- | ----- | ----- | ----- | ----- | ----- | ----- |
| 2882  | ↗2891 | ↘2853 | ↘2801 | ↘2771 | ↘2720 | ↘2695 |
| 2018  | 2019  | 2020  | 2021  |       |       |       |
| ↗2706 | ↘2690 | ↗2710 | ↘2707 |       |       |       |

## Состав сельского поселения
| № | Населённый пункт | Тип населённого пункта          | Население |
| - | ---------------- | ------------------------------- | --------- |
| 1 | Бородино         | хутор                           | 73        |
| 2 | Западновка       | посёлок                         | 217       |
| 3 | Россошка         | село                            | 319       |
| 4 | Степной          | посёлок, административный центр | 2273      |